# Застава ППЗ
Застава ППЗ је последња генерација пиштоља серије ЦЗ 99, направљена  у више калибара.

## Историја
2007. године Застава је започела рад на новој генерацији пиштоља заснованих на серији ЦЗ99, под радним називом "ЦЗ М-07" . М-07 је био генерална измјена пиштоља ЦЗ99/999. Врх клизача је спљоштен, странице су нагнуте (слично као код Х&К УСП), осовина проврта је спуштена за 4 мм, механизам за окидање као и механизам за отпуштање и скидање механизма такође су редизајнирани, додат је дужи реп и капацитет магацина је повећан са 15 + 1 на 17 + 1. 
2010. године нови прототип је представљен на ИВА у Нирнбергу под новим радним називом "RASHOMON". Највећа разлика био је нови полимерни оквир са измјенљивим стражњим ременом и шином МИЛ-СТД-1913 пуне дужине. Клизач је такође доживио измјену као и окидач, отпуштање клизача и механизам за одвајање. Маса је смањена на 650 грама (.45 ACP). 
Године 2012. нови прототип је представљен на ИВА у Нирнбергу под новим радним називом "ППЗ" којим се даљње усавршавање прототипа RASHOMON-а. Застава ППЗ је у завршној фази дизајна, а тестирање поузданости одржано је од априла 2013. године. 

## Карактеристике
Застава ППЗ има полимерни оквир, измјењиву стражњу траку и продужену шину Мил-Стд-1913 која ће покретати цијелом дужином клизача. 
ППЗ је дизајниран од према калибру .45 ACP, али се очекује и верзија од 9×19 мм, заједно са .40С&В верзијом. Очекује се да ће дизајн бити модуларан што захтева само цијев, повратну опругу, магацин и евентуално екстрактор за претварање пиштоља из једног калибра у други. 
Постоје непотврђене гласине да ће ППЗ бити доступан у калибру 7,62 × 25 мм Токарев. Процјењује се да ће капацитет магацина у .45 ACP калибру бити 14 метака, 15 метака калибра .40 С&В, 17 или 18 метака у 9×19 мм (на основу повећања капацитета прототипа у прототипу Заставе ЦЗ 07/М-07), док је за 7,62 × 25 мм капацитет процијењен на 20 метака.